# Atretochoana eiselti
Atretochoana eiselti (Taylor, 1968) è una specie di anfibio gimnofione appartenente alla famiglia delle Typhlonectidae, endemica del Brasile. È l'unica specie del genere Atretochoana Nussbaum and Wilkinson, 1995. Si tratta di una specie interessante, per essere l'unica cecilia conosciuta, priva di polmoni.

## Descrizione
A. eiselti è il più grande tra gli anfibi privi di polmoni. Fra questo genere di specie raggiunge il doppio in grandezza. Gli Atretochoana eiselti sono anfibi privi di membra, dotati di un corpo serpentiforme, marcato da anelli simili a quelli dei lombrichi di terra. Possiede inoltre delle differenze morfologiche significative rispetto alle altre Caeciliidae. Il cranio, per esempio, è molto diverso essendo piatto e con fosse sigillate. Possiede una bocca ampia e una mascella mobile. Il corpo è inoltre dotato di una cresta dorsale carnosa.
La maggior parte delle Cecilidae possiede il polmone destro ben sviluppato e il polmone sinistro relittuale. Alcuni, come nel caso del genere Atretochoana, hanno due polmoni ben sviluppati, mentre in A. eiselti mancano. La pelle è caratterizzata da un fitto intreccio di capillari che penetrano nell'epidermide, ed è grazie a questi che è in grado di respirare. Il suo cranio inoltre mostra prove di muscoli che non si trovano in nessun altro organismo.
L'esemplare conservato a Vienna è un lungo 72,5 centimetri, mentre il più grande, di Brasilia, è lungo 80,5 centimetri. In confronto, altri gimnofioni variano in lunghezza, da 11 a 160 centimetri.

## Biologia
La maggior parte dei gimnofioni sono scavatori nel terreno, ma alcune, tra cui le Atretochoana e simili, sono anche acquatici.
Si pensa che A. eiselti sia infatti acquatica, poiché i generi a lei più affini sono le salamandre senza polmoni. È dovuto a questa mancanza di informazioni, che l'Eiselti, dalla UINC, viene classificata con "Dati Insufficienti". Si crede sia poco diffusa, con una distribuzione limitata, e che sia vivipara.
Nel giugno del 2011 venne fotografato vicino Praia de Marahú di Mosqueiro Island (a Belém, Brasile) un anfibio che sembrava un’A. eiselti, ma non è stato poi positivamente identificato Sempre nel 2011, sei anfibi di questa specie sono stati trovati nel fiume Madeira. In nessuno dei due casi il ritrovamento è avvenuto in acque fredde e rapide, come normalmente avviene. Siccome nelle acque più calde è presente meno ossigeno, questo ritrovamento rende la mancanza di polmoni ancora più insolita. Inoltre, la questione del come respiri non è ancora stata del tutto chiarita.

## Storia
A. eiselti è una specie conosciuta finora solo grazie a due esemplari conservati nei Musei come campioni, se escludiamo il suo recente ritrovamento avvenuto nel 2011, in Brasile. Fino al 1998, infatti, era conosciuta solo dal tipo di campione conservato nel Naturhistorisches Museum di Vienna.
Originariamente collocata nel genere Typholonectes nel 1968, è stata riclassificata nel 1996 in un proprio genere monotipico. La si è inoltre verificata essere più strettamente imparentata col genere Potomotyphlus, piuttosto che con il Typholonectes. La specie è la più grande in dimensioni fra i pochi tetrapodi (salamandre) conosciuti privi di polmoni, ed è con Caecilita iwokramae (terrestre), uno dei due gimnofioni.
L'esemplare conservato al Museo di Vienna era noto solo per essere stato individuato in America del Sud, probabilmente prima del 1945. Allora la mancanza dei polmoni ancora non si conosceva, per cui il campione venne catalogato nella specie Typhlonectes compressicauda.
Fu quindi l'olotipo di questa specie, quando questa fu descritta per la prima volta da Edward Harrison Taylor nella sua monografia del 1968: "Ceciliae del Mondo". Il Taylor la chiamò Typhlonectes eiselti in onore dell'erpetologo viennese Eiselt Josef. Infatti la ritenne simile alle Cecilie acquatiche del genere Typhlonectes e Potomotyphlus, e la collocò prendendo nota solo delle sue grandi dimensioni e dell'elevato numero di denti spleniale.
Non avendone informato i curatori del Museo, l'olotipo non è mai stato menzionato nel catalogo di campioni tipo del museo, quindi venne posto sotto vetro in una teca in visione al pubblico. Venne notato del britannico Mark Wilkinson, erpetologo in visita, che poi prese in prestito il campione per esaminarlo con il suo collega americano Ronald A. Nussbaum. All'esame, il campione mostrerà di avere un certo numero di caratteristiche insolite, tra cui l'elevato numero di denti spleniale osservato da Taylor.
A causa di questa ed altre caratteristiche distintive, Nussbaum e Wilkinson hanno assegnato a questa specie un suo genere proprio, pubblicando i loro studi nel 1997. Hanno inoltre riferito questi risultati nel 1995, in un numero degli "Atti della Royal Society di Londra Serie B". Nel 1998, hanno scoperto il secondo esemplare nell'Università di Brasilia.
Nel 1999, hanno stabilito che Atretochoana era un taxon "fratello" del Potomotyphlus, e nel 2011 lo hanno raggruppato nella famiglia Typhlonectidae. Entrambi questi campioni erano femmine mature. È diventato famoso come Internet meme per via della sua vaga somiglianza con un pene umano.